# Kai Havaii
Kai Havaii, pseudonimo di Kay Schlasse (Hagen, 14 aprile 1957), è un cantante, attore e scrittore tedesco, celebre per essere il frontman del gruppo Neue Deutsche Welle Extrabreit, di cui è diventato il cantante nel 1979.

## Biografia
Kai Havaii ha avuto grande successo negli anni ottanta coi suoi Extrabreit, in particolare grazie alle canzoni Hurra, Hurra, die Schule Brennt e Duo Infernal, quest'ultima eseguita insieme a Marianne Rosenberg. Successivamente gli Extrabreit hanno duettato con Hildegard Knef e con Harald Juhnke.
Artista a tutto tondo, Kai Havaii ha svolto anche attività cinematografica: insieme ai membri della sua band, ha affiancato i colleghi Markus e Nena nel film Gib Gas - Ich Will Spass!, divenuto un manifesto della Neue Deutsche Welle.  Inoltre ha convinto critica e lettori come autore di fumetti (avendo a modello Gary Larson) e del romanzo Hart Wie Marmelade .

## Vita privata
Kai Havaii è stato sposato nel lustro 1988-1993 con la fotografa statunitense Stefani Kong (autrice di alcuni scatti raffiguranti la band): per tutto il tempo del matrimonio ha fatto la spola tra Los Angeles e Colonia. A quel tempo era un eroinomane ed è stato per questo più volte arrestato, fino alla disintossicazione totale nel 1991. Nel 1993, subito dopo aver divorziato, si è trasferito a Berlino; dal 2000 vive ad Amburgo.  Nel 2016 è convolato a nuove nozze, questa volta con una connazionale, Maren Grossmann, sua compagna già da molti anni: la cerimonia è stata officiata a Edimburgo. Non ha figli.

## Discografia

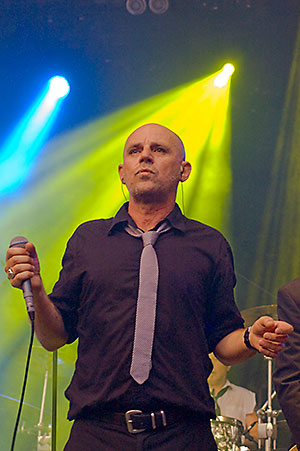
Kai Havaii nel 2008

### Album in studio
- 1980 - Ihre größten Erfolge (LP/CD)
- 1981 - Welch ein Land - Was für Männer (LP/CD)
- 1982 - Rückkehr der phantastischen Fünf (LP/CD)
- 1983 - Europa (LP/CD)
- 1984 - LP der Woche (LP/CD)
- 1987 - Sex After Three Years in a Submarine (LP/CD)
- 1991 - Wer böses denkt, soll endlich schweigen (LP/CD)
- 1993 - Hotel Monopol (CD)
- 1996 - Jeden Tag - Jede Nacht (CD)
- 1998 - Amen (CD)
- 2000 - Flieger, grüß' mir die Sonne (3CD)
- 2003 - Ihre allergrößten Erfolge (CD)
- 2003 - Unerhört (CD)
- 2005 - Frieden (CD)
- 2008 - Neues von Hiob (CD/LP)

### Album dal vivo
- 1990 - Das grenzt schon an Musik (LP/CD)
- 2002 - Das letzte Gefecht (2CD)

### Raccolte
- 1990 - Zurück aus der Zukunft (LP/CD)
- 1994 - Zurück aus der Zukunft II (LP/MC/CD)
- 1996 - Superfett - Das Beste (CD)

## Filmografia
- 1982 - Bananas - episodio 1
- 1983 - Gib Gas - Ich will Spaß!
- 1983 - Die Wahrheit über Extrabreit 01 - Die frühen Jahre: So waren die 80er wirklich!
- 1999 - Pop 2000
- 2001 - Die Lotto-Show (episodio 3.6)
- 2004 - Die Wahrheit über Extrabreit 02: Live und jetzt! - Docks Hamburg/Stadthalle Hagen
- 2009 - Kokain - Gier nach mehr

## Opere letterarie
- Hart Wie Marmelade (2007)
- Rubicon (2019)